# Řád Šalomounův
Řád Šalomounův celým názvem Císařský řád Šalomounův byl řád Etiopského císařství. Jako samostatný řád vznikl vyčleněním z Řádu Šalomounovy pečeti roku 1930. Udílen byl jako diplomatický řád zahraničním hlavám států a také příslušníkům etiopské císařské rodiny.

## Historie a pravidla udílení
Řád Šalomounovy pečeti byl založen roku 1874. Roku 1922 byla k řádu Rasem Tarafi Makonnenem, později vládnoucím jako habešský císař pod jménem Haile Selassie I., jménem habešské císařovny Zauditu I. přidána nejvyšší třída řetězu.
Císař Haile Selassie tuto nejvyšší třídu roku 1930 vyčlenil do samostatného řádu a založil tak Řád Šalomounův. Status řádu a jeho vzhled mohl být ovlivněn Řádem zvěstování, který Haile Sellassie I. obdržel od italského krále Viktora Emanuela III. Členové řádu jsou oslovováni jako rytíři a dámy a mohou užívat za jménem postnominální písmena KS (rytíři) či DS (dámy).
Název řádu vychází z tradice, podle které dynastie Šalomounovců odvozuje svůj původ od potomků krále Šalomouna a královny ze Sáby, zejména od krále Menelika I., který se měl královně dle legendy narodit po jejím návratu z Jeruzaléma.
Řetěz je vyhrazen pro císaře a císařovnu, členy císařské rodiny, zahraniční panovníky a pro nanejvýš tři běžné členy, kteří vyznamenání obdrželi za mimořádně záslužné činy. Během tzv. dnů řetězu mohou členové řádu nosit speciální řádové róby.
Po pádu monarchie v roce 1974 byly v Etiopii císařské řády zrušeny a řád se stal pouze dynastickým řádem. Od té doby je udílen Radou pro etiopskou korunu.

## Insignie
Řádový řetěz se skládal ze 44 článků ve tvaru Davidovy hvězdy, z nichž 11 neslo nápis s významem Náš Bůh, naše síla, náš ochránce.
Uprostřed řádového odznaku byly dva stříbrné ovály s biblickými výjevy o setkání krále Šalomouna s královnou ze Sáby. Odznak byl převýšen dvěma judskými lvi držícími Davidovu hvězdu.
Stuha řádu byla zelená. Nosila se pouze ve formě široké stuhy spadající z ramene na protilehlý bok a nahrazovala tak řetěz při méně formálních příležitostech.